# Juli Martí Solanes
Juli Martí Solanes (Reus, Baix Camp, 1873 - 1921) va ser un escultor català.
Als quinze anys ja va exposar alguns bustos de fang a la seva ciutat i amb una beca de l'ajuntament entrà a l'Escola de Belles Arts de Barcelona. Va ser deixeble de Josep Llimona i va treballar amb Gustau Violet. El 1896 va rebre diversos premis i medalles pels seus treballs d'escultura. Va sobresortir en l'elaboració de baixos relleus. Realitzà bustos de Clavé i del general Prim i té algunes obres al Museu Víctor Balaguer de Vilanova i la Geltrú. També al museu de Reus. El 1898 va obtenir nous premis i el 1899 una menció honorífica en l'exposició de Belles Arts a Barcelona. A partir d'aquesta data Juli Martí marxà de Barcelona. Morí a Reus el 1921.